# Chrotomys mindorensis
Chrotomys mindorensis là một loài động vật có vú trong họ Chuột, bộ Gặm nhấm. Loài này được Kellogg mô tả năm 1945.